# パートナーシップ
パートナーシップ（partnership）は、英米法において2名以上の者（パートナー）が金銭・役務などを出資して共同して事業を営む関係をいう。当該関係に基づくパートナーの総体を指すこともあるが、英国ではこれを「ファーム（firm）」と呼び、契約関係を指すパートナーシップとは区別する。パートナーシップは「組合」と、パートナーは「組合員」と訳されることもある。
一般にパートナーシップは、事業体そのものが法人課税を受けることはなく、収益・損失は各パートナーに対してその持分に応じて配分され、各パートナーの収益・損失として課税される。いわゆる二重課税の回避の効果を有するのが通常であり、この効果をパススルー課税（Pass-through Tax）と呼ぶ。

## 歴史
伝統的には、中世より、無限責任の組合員（パートナー）のみから構成されるパートナーシップ（他の類型との区別のため、ジェネラル・パートナーシップともいう）がコモン・ローにより認められていた。これは、大陸法のコンパーニア（後の合名会社）と類似する企業形態で、機能資本家を継続的に結合する企業形態である。
後に、大陸法の合資会社の影響を受けて、19世紀初めのアメリカ合衆国の各州や20世紀初めのイギリスにおいて、大陸法の合資会社に倣って、無限責任組合員（ジェネラル・パートナー）と有限責任組合員（リミテッド・パートナー）から構成されるリミテッド・パートナーシップが制定法によって導入された。
さらに、20世紀末以降、アメリカ合衆国の各州において、一定の債務（他の組合員の過失による損害賠償責任など）については組合員の責任が限定されたリミテッド・ライアビリティ・パートナーシップ（ジェネラル・パートナーシップの一形態。）またはリミテッド・ライアビリティ・リミテッド・パートナーシップ（リミテッド・パートナーシップの一形態）も制定法により導入されている。
また、全社員が有限責任のパートナーシップ類似の形態としては、アメリカ合衆国ではリミテッド・ライアビリティ・カンパニーが、イギリスではリミテッド・ライアビリティ・パートナーシップが、それぞれ制定法により導入されている。

## パートナーシップの種類
（ジェネラル・）パートナーシップ（(general) partnership)
一般的なパートナーシップ。2人以上のパートナーからなる。全てのパートナーが無限責任（Personal Liability）を持つ。
米国では、改訂統一パートナーシップ法（Revised Uniform Partnership Act）に基づく各州の法律によって規律される。改定前は他のパートナーが引き起こした通常の損失以外の損失については、不法行為（Tort）によるもののみが連帯責任であったが、改訂後は契約違反（Breach of Contract）も含まれるようになった。
リミテッド・パートナーシップ（limited partnership)
無限責任のジェネラル・パートナー（general partner)と有限責任のリミテッド・パートナー（limited partnesr）の2種類から構成される。ジェネラル・パートナーが最低でも1人はいなくてはならず、かつ2人以上のパートナーが居なければならない。例えば唯一のジェネラル・パートナーが死亡または破産した場合、リミテッド・パートナーシップは直ちに解散となる。米国では、改訂統一リミテッド・パートナーシップ法（Revised Uniform Limited Partnership Act）に基づく各州の法律によって規律される。
リミテッド・パートナーシップの成立には登記が必要で、必ず全ジェネラル・パートナーが登録されなければならない。ジェネラル・パートナーの新規加入にはリミテッド・パートナーの賛同は必要なく、ジェネラル・パートナー全員の許可があればよい。リミテッド・パートナーの新規加入には全パートナーの許可が必要である。
リミテッド・パートナーはパートナーシップの重大な経営戦略に直接関わってはならない。リミテッド・パートナーが経営に関わっているために外部からはジェネラル・パートナーであるかのように見える場合、無限責任を負わされる場合もありうる。
リミテッド・ライアビリティー・パートナーシップ（LLP; limited liability partnership）
米国におけるジェネラル・パートナーシップの一種。全てのパートナーが通常の損失については同様の無限責任を連帯的に持つ。また、パートナーシップの名義で行われる契約についても同様に無限責任を持つ。ただし、他のパートナーが引き起こした不法行為（Tort）については、有限責任である。つまり、あるパートナーの違法行為による金銭的損失は、他のパートナーには有限責任である、ということである。弁護士などの専門職の事業体として利用される。
リミテッド・ライアビリティ・リミテッド・パートナーシップ（LLLP; limited liability limited partnership）
米国におけるリミテッド・パートナーシップの一種。ジェネラル・パートナーについてLLPと同様に責任の制限がある。一部の州でしか法が施行されていない。

## パートナーシップの税法的特徴
以下はアメリカ合衆国における税法を基に述べる。
税法上、パートナーシップは単一の企業体(entity)とされる。その面では、株式会社などのC法人(C corporation)や合同会社など人的法人であるS法人（S corporation）と同一である。しかし、パートナーシップでは、S法人と同様に、フロー・スルー（パス・スルーともいう。）と呼ばれる特徴的な課税方法が行われている。（これらの企業体を総称して、「フロー・スルー・エンティティ」flow-through entity (FTE) という。）
パートナーシップは前述の通り「フロー・スルー」課税の対象であり、具体的にはパートナーシップの収益に対し、企業体自体に法人税または所得税をかけるのでなく、費用と収入を直接各パートナーの所得に直接分配し、パートナーたる個人または法人の単位で所得を申告することになる。
ところで、アメリカにおける所得税法では、株式による配当（dividend）も通常の収入として課税される。したがって、通常のC法人においては、一度C法人が所得税を納め、その税引き後収入を配当した上でさらに個人のレベルで課税されるため、株主への配当と会社の所得に二重に課税されてしまう。これに対し、パートナーシップ、有限責任事業組合(limited liability partnership)、合同会社(limited liability company）、日本の旧有限会社法による有限会社、ジョイント・ベンチャー（Joint Venture）などは全てフロー・スルー税法の対象となるため、S法人の出資者や社員の国籍や納税地によっては、納税において有利なことがある。
Apple、アマゾン（2016年5月1日以降）、西友（ウォルマート）、シスコシステムズなど米国企業の日本現地法人は合同会社の形態をとることが多いが、これらの合同会社は、本国の税法上すべてS法人である。

### 配分率（Share）
各パートナーは、パートナーシップの損益を一定の割合で分配する。一般的には収益と損失は同一であるが、収益と損失をそれぞれ別の割合にしても構わない。
例1：ABCパートナーシップは、アラン、ブラウン、カーリーがそれぞれ損益の1/3を分配する。もしもある年度に$3,600の収益がある場合はそれぞれ$1.200ずつ分配される。各パートナーはこの損益を個人の納税申告に加える。
例2：D&Eパートナーシップにおいて、ドナルドは収益を40％、損失を55％、エルガーは収益を60％、損失を45％配分される。
20x1年度にパートナーは$20,000の収益があった。ドナルドは$8,000、エルガーは$12,000の収入が分配される。
20x2年度にパートナーは$1,000の損失があった。ドナルドは$550、エルガーは$450の損失が配分される。
パートナーシップの負債は、パートナーの負債と同義である。パートナーシップの負債は配分率で分配される。例えば2人のパートナーが50％ずつの配分率を持つ場合、$30,000のパートナーシップの負債は各パートナーが$15,000ずつ分配されていることになる。
もしも配分率を特に決めていない場合は、ジェネラル・パートナーシップの場合はパートナーの人数で頭割りとなる（パートナーが5人ならば20％ずつ）が、リミテッド・パートナーシップの場合は出資比率に応じて分配される。ただし、これは配分率を決めていない場合の措置であり、パートナーシップは自由に配分率をパートナーの合意で決めることができ、また後から変更も可能である。
配分の例外として、家族内パートナーシップがある。もしも構成するパートナー全員が家族内のみであるならば、実質的な貢献分をまず分配しなければならず、その残余を配分率に従って分配することになる。
例：父兄妹の3人がパートナーシップを構成している。それぞれ1/3ずつの配分率を持っている。20X9年度のパートナーシップの収入は$6,000であった。ただし、父が$2,000、兄は$1,000の貢献をしているが妹は何の貢献もしていない。この場合、まず父と兄にそれぞれ$2,000と$1,000の配分がまずなされ、残りの$3,000が三等分される。つまり、父は$3,000、兄は$2,000、妹に$1,000の利益配分が行われる。

### 持分（Tax Basis）
パートナーの税法上の基準となるのが持分である。持分は、資本（Capital Account)と負債からなる。持分は前提として、$0未満には必ずならない。
持分が増加する条件
（a-1）資本を提供した場合
（a-2）パートナーシップの収益が配分された時
（a-3）パートナーシップが負債を持った時
持分が減少する条件
（b-1）パートナーシップの資産が分配された時
（b-2）パートナーシップの損失が配分された時
（b-3）パートナーシップの負債が返済された時
a-1：資本の提供は、基本的に非課税であり、損益が発生しない。そのため、金銭以外の不動産を含む物品の提供が行われた場合、その物品の修正後ベーシス（Adjusted Basis）といわれる、入手時のコストを元にした価格を使用する。納税者は通常はこの修正後ベーシスと譲渡時の時価（FMV:Fair Market Value）とを比較してキャピタル・ゲイン／ロスを認識し、ゲインに対しては課税される。しかしパートナーシップへの資本の提供においては、パートナーシップへ修正後ベーシスが引き継がれるため、その時点ではゲイン／ロスが発生しない。これは譲渡を行うと利益が確定してしまうために資本投資を控えることを防ぐと共に、パートナーシップの譲渡を利用して損益を調整して節税を行うのを防いでいる。
パートナーシップへ提供された物品が第三者に譲渡される場合、譲渡時の時価と比較してキャピタル・ゲイン／ロスが発生するが、これを提供したパートナーが認識する。この物品の保有期間は、提供元のパートナーが入手した時点から換算する。
例：あるパートナーの修正後ベーシス$400の物品がパートナーシップに提供された場合に時価が$600になっている場合、損益の発生は一切起こらない。そして時価でなくベーシスの$400だけ提供したパートナーの持分（Tax Basis）が増加する。その物品が第三者に譲渡された場合、売却額が$550の場合、$150のキャピタル・ゲインが提供元のパートナーにかかる。
資本の提供として労務（Service）を提供する場合は、その時価を労務を行うパートナーの持分に加える。
例：3人のパートナーがそれぞれ現金$3,000、修正後ベーシス$4,000（時価$5,000）の不動産、修正後ベーシス$1,500（時価$1,000）の動産と労務、を提供する場合、パートナーシップの時価が$10,000ならば、現金と物品の時価合計は$9,000であるため、労務は時価$1,000となり、それぞれのパートナーの持分は$3,000、$4,000、$2,000だけ増加する。労務の時価算出には物品の時価を利用しているが、物品提供による持分増加はベーシスを基にすることに注意。
b-1：資産の配分は、主に2種類ある。一つは完全解散（Complete Liquidation）における分配であり、もう一つは非解散分配（Non-Complete Liquidation）である。
完全解散における分配では、全ての資産は配分率に基づき資産を分配する。この場合、不動産を含む物品は時価を基に計算されて配分されるが、税法上、受け取った物品のベーシスは時価を基にしない。持分から配分された現金を差し引いたものが、配分された物品の合計ベーシスになる。例外を除き、損益が発生しない。持分を越える現金を受け取った場合のみ、差分がキャピタル・ゲインとなる。全てのパートナーの持分が$0になり、資産（時には負債を含む）が完全に分配され、パートナーシップは解散する。
例：あるパートナーが完全解散分配において現金$2,000と土地（修正後ベーシス$4,000、時価$5,000）と在庫商品（修正後ベーシス$4,000、時価$2,500）を受け取る。
持分が$5,000の場合、現金$2,000を差し引いた$3,000が土地と在庫商品の合計ベーシスとなり、時価で比例配分して土地のベーシスが$2,000、在庫商品のベーシスが$1,000となる。
持分が$1,500の場合、現金の配分が持分を上回るため、$500のキャピタルゲインが発生する。土地と在庫商品のベーシスはそれぞれ$0となる。
非解散分配の場合、基本的に配分された資産の修正後ベーシス分だけ持分が減少する。ただし、配分された資産の修正後ベーシスが持分を超える場合、資産のベーシスが現在の持分と同価となり、ベーシスが0に引き下げられる。
資産の配分は、基本的に無税であることに注意。これは、資産の配分は持分を基本にして行われるが、持分の増加分はパス・スルーにより一度パートナーが納税を行っているからである。つまり、非課税利益及び課税後利益のうち、パートナーに配分されていないものが持分であるからである。
a-2：パートナーシップの収入から経費や後述する保証支払い（Guranteed Payment）を引いたものがパートナーシップの損益である。この損益はそのまま配分率にしたがってパス・スルーされる。
この時、パートナーシップの収入には、いくつかの種類があり、税率や控除などが異なるが、これらの性格もそのまま各パートナーに受け渡される。ただし、これらの配分される総利益がそのまま持分に足される。パートナーシップの収益は所得税法上は各パートナーに渡されたことになり課税されるが、実際の配分された収益は持分の増減の形で表され、実際の配分はb-1で述べた配分の形で行われるのである。したがって、b-1における配分は課税後の収益であるため、非課税なのである。
例：パートナーシップは以下の収入を得た。
通常収益（Ordinary Income）　$5,000
非課税収益（Tax-exempt income）　$200
長期キャピタル・ロス（Long-term Capital Loss）　（$400）
短期キャピタル・ゲイン（Short-term Capital Gain）　$1,000
あるパートナーの配分率が30％の場合、通常収益$1,500、非課税収益$60、長期キャピタルロス（$120）、短期キャピタルゲイン$300がそのパートナーの収入に加えられる。通常収益はForm1065の別表E（Supplemental Income）において修正後総収入（Adjusted Gross Income）にくわえられ、非課税収益は総収入には加えられない。キャピタル・ゲインとロスはその他のキャピタル・ゲイン／ロスと順次相殺され、課税または控除が行われる。
個人の税法の処理に関わらず、パートナーの持分は単に配分された合計の$1,740だけ増加する。
b-2：損失が出た場合、その分の持分が減少すると同時に、減少した分の持分だけパートナーの通常収入（Ordinary Income）から引くことが出来る。持分が増える際に課税がされているため、持分が減る際には控除に使えるわけである。
持分は$0以下にならないのが大原則であるため、配分される損失が持分を超える場合は、簿外におかれ、無限の期間持ち越しができる（Carry Forward）。この持ち越し分は、将来利益が出た場合に使用し、控除に利用できる。逆に言えば、持分を越える分の控除を行えない。
例：あるパートナーシップは通常損失$5,000とキャピタル・ゲイン$1,000を得た。パートナーの一人であるチャーリーは50％の配分率をもち、パートナーシップの課税申告時の持分は$1,000である。またパートナーシップ以外から＄5,000の収入を得ている。チャーリーの持分はキャピタル・ゲインの配分である$500を加えて$1,500になるが、通常損失の配分は$2,500である。$1,000は簿外に置かれ、将来に持ち越せる。持分の$1,500だけ控除できるので、パートナーシップ以外の収入$5,000から$1,500を引いた$3,500が課税申告対象となる。持分は$0である。
翌年、パートナーシップが$20,000の収入を得た場合、$10,000がチャーリーに配分されて持分が増加するため、持ち越された$1,000をこの年に控除のために使用できる。
a－3 & b-3：パートナーシップが負債を負うことは、無限責任を持つパートナーが負債を負うことと同じ意味がある。したがって、負債の増加は持分の増加を意味する。逆に負債の減少はパートナーの負債からの解放を意味し、持分は減少する。
例：S&Tパートナーシップにおいて、パートナーの一人であるシャロン（配分率60％）が土地（ベーシス$3,500、時価4,500）をパートナーシップに提供したが、この土地は$1,500の借金の担保（Mortgage）となっていた。この借金はパートナーシップが引き受けることになった。
この場合、シャロンの持分はベーシス分の$3,500増加するが、一方で借金分の（$1,500）分だけ減少するため、結局は差し引き$2,000の増加となる。この借金はもう一人のパートナーのトーマス（配分率40％）と分配するので、シャロンは（$900）、トーマスは（$600）の配分となる。そのため、最終的にはシャロンは持分が$2,900だけ増加し、トーマスは持分が$600増加する。

### パートナーへの保証支払（Guaranteed Payment）
パートナーシップの損益に応じて配分率に基づき配分される利益とは別に、パートナーシップは一部または全部のパートナーにそれぞれ特定の支払金額を設定できる。これを保証支払と呼ぶ。この金額は損益に関係なく行われるもので、固定給に近いものである。したがって、この保証支払はパートナーの申告時には別表E（Supplemental Income）の項目でなく、別表C（Trade & Business Income）の項目で申告される。保証支払いは実際に現金で支払がなされるため、課税されたものの未分配のパートナーシップ内の資産であるパートナーの持分の増減をもたらさない。
保証支払いは他のパートナーシップ内で控除できる経費と同様に収入から差し引く。その後の損益がパートナーに分配されることになる。仮にパートナーシップが損失を出していても、保証支払いはなされる。

### 申告
パートナーシップの申告にはForm1065を使用する。パートナーそれ自体には課税がなされないが、課税年度が定められ、申告は行われる。Form1065に示された情報は別表Kにおいてパートナーに分配されるべき各項目の損益額が示され、別表k-1において、各パートナーが実際に配分率に基づいて受け取る各項目の損益が計算される。
パートナーシップの決算日と個人の決算日が異なる場合、個人の課税年度内で決算されたパートナーへの配分が使用される。
例：パートナーシップの決算日が3/31、あるパートナーの個人の決算日が12/31の場合、20x9年3月31日の決算における損益を20x9年12月31日の個人の申告時に使用する。
パートナーシップの決算日（Fiscal Year）は、合計または単独で過半数の配分率を持つパートナーの決算日に合わせなければならない。両者のズレが3ヶ月以内までならば、内国歳入庁（IRS）に申告することで変更できる。

## パートナーシップの結成と解散、加入と譲渡と脱退
以下はアメリカ合衆国の場合を示す。
リミテッド・パートナーシップを除き、パートナーの結成には登記は必要ない。前述の通り各パートナーが金銭、物品、労務の提供または提供の約束を行い、結成が行われる。
パートナーシップは合意による解散に加え、以下の場合に強制的に解散される。
1. パートナーが1人になった場合。ただし、パートナーの死亡の場合、遺産（Estate）が参加を継続することにより、解散しなくてもよい。
2. 12ヶ月以内に50％超の持分が移動した場合には強制的に解散となる。
3. パートナーシップの事業が終了した場合も解散となる。

パートナーシップの持分は取引の対象となる。つまり、パートナーがパートナーシップに参加しながら、その収益の配分率の一部または全部を第三者に譲渡しても構わない。これには他のパートナーの許可は必要ないが、譲渡された人物はパートナーになるわけではなく、損益にのみ関わることになる。仮に配分を全て他者に渡したとしても、個人責任はパートナーに帰したままである。
パートナーとして加入する場合は、現在のパートナーの総意が必要である。
パートナーが脱退することもできる、持分の引き換えにパートナーシップから金銭的な支払いが行われる場合は、そのパートナーは完全分配の形を取る。支払いが最終的に終了するまではそのパートナーはパートナーシップの一員である。
売却の形になる場合、キャピタル・ゲイン／ロスが発生する。持分（Tax Basis）と売却額の差分が損益となる。ただし、未認識の売掛金（Unrealized Recievables）と在庫（Inventories）分に相当する部分はキャピタルゲインでなく通常収入（Ordinary Income）扱いとなる。
年度の途中で売却が行われる場合、損益の明確な時期が認識できる場合は売却日以前の損益が、明確な時期の認識が出来ない場合は日割りの損益が売却を行うパートナーの持分に加えられる。

## 日本における類似の形態
日本法では、ジェネラル・パートナーシップに類似するものとして民法上の組合（任意組合）と合名会社が、リミテッド・パートナーシップに類似するものとしては匿名組合と投資事業有限責任組合と合資会社がある。英国のリミテッド・ライアビリティ・パートナーシップに相当するものとしては、有限責任事業組合と合同会社がある。

## 符号位置
| 記号 | Unicode | JIS X 0213 | 文字参照          | 名称                              |
| ---- | ------- | ---------- | ----------------- | --------------------------------- |
| ㉐   | U+3250  | -          | &#x3250; &#12880; | パートナーシップ PARTNERSHIP SIGN |